# Dolphins FC
Der Dolphins Football Club war ein nigerianischer Fußballklub aus Port Harcourt im Nigerdelta, der in der Nigeria Professional Football League spielte. 2016 fusionierte der Verein mit dem Sharks FC zum Rivers United FC.

## Geschichte
Der Klub wurde 1988 als Eagle Cement gegründet und änderte seinen Namen 2001. 1997 und 2004 gewann der Club die nigerianische Meisterschaft. 2005 spielten sie für Nigeria im CAF Confederation Cup und erreichten das Finale, wo sie aber gegen FAR Rabat mit 0:1 bzw. 0:3 verloren. 2007 stiegen sie aus der Nigerian Premier League ab, konnten aber 2009 ihre Division der Nigeria National League gewinnen und wieder aufsteigen. 2011 wurde man erneut Meister. Am 19. Februar 2016 folgte die Fusion mit dem Stadtrivalen Sharks FC zum gemeinsamen Verein Rivers United FC.

## Erfolge
- Nigeria Professional Football League[1]: 1997, 2004, 2011
- Nigeria FA Cup[2]: 2001, 2004, 2006, 2007

### Der Verein in CAF-Wettbewerben
- CAF Champions League: 3
  - 1998 – Gruppenphase
  - 2005 – Zweite Runde
  - 2012 – Erste Runde
- CAF Confederation Cup: 3
  - 2005 – Finalist
  - 2007 – Gruppenphase
  - 2008 – Zweite Runde
- African Cup Winners’ Cup: 1
  - 2002 – Erste Runde